# Crawfurdia gracilipes
Crawfurdia gracilipes là một loài thực vật có hoa trong họ Long đởm. Loài này được H.Sm. mô tả khoa học đầu tiên năm 1965.